# Melissano
Melissano község (comune) Olaszország Puglia régiójában, Lecce megyében.

## Fekvése
A Salentói-félsziget déli részén fekszik, Gallipolitól délkeletre.

## Története
Első említése 1269-ből származik. A következő évszázadokban különböző nemesi családok birtokolták. Utolsó hűbérurai a befolyásos nápolyi nemesi család, a Caracciolók voltak. 1806-ban, amikor a Nápolyi Királyságban felszámolták a feudalizmust Taviano része lett. 1885-ben Casaranóhoz csatolták. Önállóságát 1922-ben nyerte el.

## Népessége
A népesség számának alakulása:

## Főbb látnivalói
- Beata Vergine del Rosario-templom (19. század)
- Santa Maria dell’Immacolata-templom (17. század)
- Sant’Antonio-templom (16. század)
- Santa Maria del Civo-templom (11-12. század)
- Palazzo Ricchello (15. század)
- Palazzo Nassisi (17. század)
- Palazzo Santaloja (19. század)